# Meri (parti politique)
Pour les articles homonymes, voir Meri.
Le Meri (hébreu : מר"י, litt. Rebellion, également acronyme de Mehaney Radikali Yisraeli (hébreu : מחנה רדיקלי ישראלי), litt. "Camp radical israélien") était un petit parti israélien d'extrême gauche. Il fut fondé dans les années 1960 sous le nom de HaOlam HaZeh – Koah Hadash par Uri Avnery, rédacteur en chef d'HaOlam HaZeh.

## Histoire
Le parti fut fondé pour les élections de 1965 par Uri Avnery, rédacteur en chef et propriétaire du magazine d'actualités contestataire HaOlam HaZeh, et fut le premier parti radical majeur en Israël. Il franchit le seuil électoral de manière inespérée lors des élections législatives de 1965, obtenant 1,2 % des suffrages et l'attribution d'un siège à la Knesset qui fut occupé par Uri Avnery.
Les élections législatives de 1969 virent le parti obtenir un siège supplémentaire à la Knesset, occupé par le grand reporter au HaOlam HaZeh et copropriétaire du journal Shalom Cohen. Cependant, des désaccords entre les deux représentants conduisirent à la scission du parti le 4 janvier 1972. Shalom Cohen siégea alors comme indépendant jusqu'à la fin de la session de la Knesset, tandis que le 3 juillet 1973, Uri Avnery renomma le parti Meri.
Cependant, le parti échoua à dépasser le seuil électoral lors des élections législatives de 1973. Avant les élections législatives de 1977, le parti fusionna avec le Moked, la Faction socialiste indépendante et des membres des Black Panthers pour former le Camp de Gauche d'Israël. Le parti remporta deux sièges, occupés par rotation par cinq membres du parti dont Uri Avnery. Cependant, le parti ne remporta aucun siège lors des élections législatives de 1981 et disparut de la Knesset.